# Kate Roberts
Kate Roberts is een personage uit de soapserie Days of our Lives. De rol werd van 1993 tot 1995 gespeeld door Deborah Adair en sinds 25 januari 1996 door Lauren Koslow.

## Personagebeschrijving

### Voor Salem
Voordat ze naar Salem verhuisde, was Kate getrouwd met de dronkaard Curtis Brown, die haar misbruikte. Kate kreeg twee kinderen met hem. Kate had een affaire met Bill Horton en werd zwanger van hem. Toen Curtis dit ontdekte sloeg hij Kate en verdween samen met Billie en Austin, hij veranderde zijn naam in Reed en zei tegen Kate dat de kinderen dood waren, terwijl hij in feite hun namen veranderde in Austin en Billie (de echte geboortenamen van Austin en Billie zijn onbekend).
Kate stond er nu alleen voor en beviel van Lucas Roberts. Ze wilde dat hem niets tekortkwam en werd callgirl voor Stefano DiMera. Stefano zorgde voor haar en Lucas en langzaamaan baande Kate zich een weg naar de top als zakenvrouw.